# Jamna (przystanek kolejowy)
Jamna (ukr. Ямна, ros. Ямна) – przystanek kolejowy w miejscowości Jaremcze, w rejonie nadwórniańskim, w obwodzie iwanofrankiwskim, na Ukrainie.
Nazwa pochodzi od dawniej wsi Jamna, obecnie będącej częścią Jaremczy, na terenie której położony jest przystanek. Przystanek istniał przed II wojną światową.